# Takuma Abe
Takuma Abe (født 5. december 1987) er en japansk fodboldspiller.
Han har spillet for flere forskellige klubber i sin karriere, herunder Tokyo Verdy, Aalen, Ventforet Kofu, FC Tokyo og Vegalta Sendai.